# Kawaru
Kawaru – wieś w Syrii, w muhafazie Idlib. W 2004 roku liczyła 831 mieszkańców.